# 博伊布朗克鎮區 (密歇根州)
博伊布朗克鎮區（英語：Bois Blanc Township）是位於美國密歇根州麥基諾縣的一個行政鎮區。

## 地方資料
博伊布朗克鎮區的面積為126.18平方千米，當中陸地面積為90.93平方千米，而水域面積為35.25平方千米。根據2020年美國人口普查的數據，當地共有人口100人，而人口密度為每平方千米0.79人。